# Autoroute A5 (Suisse)
Pour les articles homonymes, voir Autoroute A5.
L'autoroute suisse A5 est une autoroute de Suisse en construction.

## Itinéraire
Elle relie la ville vaudoise d'Yverdon-les-Bains à celle de Soleure en passant par Neuchâtel et Bienne. Elle est d'une longueur de 99 km.
Elle est en connexion avec l'A1 à ses deux extrémités, avec la J20 (en direction de La Chaux-de-Fonds) à Neuchâtel, ainsi qu’avec l'A6 (en direction de Berne) et l'A16 dite « Transjurane » à Bienne.
Pour l'instant, elle n'est pas complète. En effet il faudra attendre au moins jusqu'en 2030 pour que la branche ouest du contournement de la ville de Bienne soit terminée. À ce jour, le projet fait l'objet de nombreuses oppositions. Quant à la branche est, elle a été mise en service le 27 octobre 2017.
|           | N° | km | Nom                 | Directions                                      | Remarques                                                              |
| --------- | -- | -- | ------------------- | ----------------------------------------------- | ---------------------------------------------------------------------- |
| Échangeur |    |    | Yverdon             | A1 vers Genève ou Berne                         |                                                                        |
| Sortie    | 2  |    | Yverdon Ouest       | Yverdon Ouest, Sainte Croix                     |                                                                        |
| Sortie    | 3  |    | Grandson            | Grandson, Champagne et Concise                  |                                                                        |
| Sortie    | 4  |    | Vaumarcus           | Vaumarcus, St-Aubin                             |                                                                        |
| Sortie    | 5  |    | Saint-Aubin         | Saint-Aubin                                     | Seulement de et vers Neuchâtel                                         |
| Sortie    | 6  |    | Bevaix              | Bevaix                                          |                                                                        |
| Sortie    | 7  |    | Boudry              | Boudry, Cortaillod                              |                                                                        |
| Sortie    | 8  |    | Areuse              | Areuse, Colombier ou Boudry et Cortaillod, Bôle | Colombier en venant de Yverdon, Boudry et Cortaillod depuis Neuchâtel. |
| Sortie    | 9  |    | Auvernier           | Auvernier, Colombier, Corcelles-Peseux          |                                                                        |
| Sortie    | 10 |    | Neuchâtel Ouest     | Neuchâtel Ouest                                 |                                                                        |
| Sortie    | 11 |    | Neuchâtel Serrières | Neuchâtel Serrières                             |                                                                        |
| Échangeur | 12 |    | Neuchâtel-Centre    | A20 vers La Chaux-de-Fonds Neuchâtel-Centre     |                                                                        |
| Sortie    | 13 |    | Neuchâtel Maladière | Neuchâtel Maladière, Stade de la Maladière      |                                                                        |
| Sortie    | 14 |    | Neuchâtel-Monruz    | Neuchâtel-Monruz, Hauterive                     | Seulement sur l'axe ouest-est                                          |
| Sortie    | 15 |    | Saint-Blaise        | Saint-Blaise                                    |                                                                        |
| Sortie    | 16 |    | Marin               | Marin                                           |                                                                        |
| Sortie    | 17 |    | Thielle             | Thielle, Berne et Fribourg                      |                                                                        |
| Sortie    | 18 |    | Cornaux             | Cornaux                                         |                                                                        |
| Sortie    | 19 |    | Le Landeron         | Le Landeron                                     |                                                                        |
| Sortie    | 20 |    | La Neuveville       | La Neuveville                                   |                                                                        |

La portion entre La Neuveville et Bienne est sous la forme d’une route à trafic mixte (sauf le tunnel d’évitement de Gléresse).
Le contournement de Bienne est actuellement en projet pour la branche ouest. La branche est a été mise en service le 27 octobre 2017.
|           | N°    | km | Nom               | Directions                               | Remarques                                              |
| --------- | ----- | -- | ----------------- | ---------------------------------------- | ------------------------------------------------------ |
| Échangeur | 25    |    | Marais-de-Brügg   | A6 vers Berne                            |                                                        |
| Sortie    | 25bis |    | Bienne sud        | Bienne sud, Port, Bienne-Madretsch       | Demi-jonction, uniquement de et vers Champs-de-Boujean |
| Sortie    | 26    |    | Orpond            | Orpond, Bienne-Mâche                     |                                                        |
| Échangeur | 27    |    | Champs-de-Boujean | A16 vers Delémont, Belfort               |                                                        |
| Sortie    | 28    |    | Bienne est        | Bienne est, Bienne-Boujean, Tissot-Arena |                                                        |
| Sortie    | 29    |    | Longeau           | Longeau, Perles, Buron sur Aar           |                                                        |
| Sortie    | 30    |    | Granges           | Granges, Arch                            |                                                        |
| Sortie    | 31    |    | Soleure ouest     | Soleure ouest                            |                                                        |
| Sortie    | 32    |    | Soleure centre    | Soleure centre                           |                                                        |
| Sortie    | 33    |    | Soleure est       | Soleure est                              |                                                        |
| Échangeur |       |    | Luterbach         | A1 vers Zurich ou Berne                  |                                                        |

## Ouvrages d'art
- Viaduc d'Yverdon (3 155 m)
- Tunnel de Neuchâtel (4 150 m)